# Norops laeviventris
Norops laeviventris är en ödleart som beskrevs av  Wiegmann 1834. Norops laeviventris ingår i släktet Norops och familjen Polychrotidae. Inga underarter finns listade i Catalogue of Life.